# Comuna de Rząśnik
Rząśnik (polaco: Gmina Rząśnik) é uma gminy (comuna) na Polónia, na voivodia de Mazóvia e no condado de Wyszkowski. A sede do condado é a cidade de Rząśnik.
De acordo com os censos de 2004, a comuna tem 6616 habitantes, com uma densidade 39,5 hab/km².

## Área
Estende-se por uma área de 167,42 km², incluindo:
- área agricola: 57%
- área florestal: 37%

## Demografia
Dados de 30 de Junho 2004:
|                      | Total   | Total | Mulheres | Mulheres | Homens  | Homens |
| -------------------- | ------- | ----- | -------- | -------- | ------- | ------ |
|                      | pessoas | %     | pessoas  | %        | pessoas | %      |
| População            | 6616    | 100   | 3269     | 49,4     | 3347    | 50,6   |
| Densidade (pop./km²) | 39,5    | 100   | 19,5     | 19,5     | 20      | 20     |

De acordo com dados de 2002, o rendimento médio per capita ascendia a 1379,57 zł.

## Subdivisões
- Bielino, Dąbrowa, Gołystok, Grądy Polewne, Grodziczno, Janowo, Józefowo, Komorowo, Nowa Wieś, Nowe Wielątki, Nowy Lubiel, Nury, Ochudno, Osiny, Ostrówek, Plewica, Porządzie, Rogóźno, Rząśnik, Stary Lubiel, Wielątki, Wielątki-Folwark, Wincentowo, Wola Polewna, Wólka-Folwark, Wólka Lubielska, Wólka-Przekory, Wólka-Wojciechówek.

## Comunas vizinhas
- Brańszczyk, Długosiodło, Obryte, Rzewnie, Somianka, Wyszków, Zatory